# Altica
Haltica
Genre
Synonymes
- Haltica

Altica est un genre comprenant de nombreuses espèces d'insectes coléoptères sauteurs de petite taille dont certains, comme l'altise commune, sont des ravageurs des cultures de brassicacées (crucifères).

## Espèces présentes en Europe
- Altica aenescens (Weise, 1888)
- Altica ampelophaga Guérin-Méneville, 1858
- Altica bicarinata (Kutschera, 1860)
- Altica brevicollis Foudras, 1860
  - Altica brevicollis brevicollis Foudras, 1860
  - Altica brevicollis coryletorum Král 1964
- Altica carduorum Guérin-Méneville, 1858
- Altica carinthiaca Weise, 1888
- Altica chamaenerii (Har. Lindberg, 1926)
- Altica cornivorax Král, 1969
- Altica deserticola (Weise, 1889)
- Altica engstroemi (Sahlberg, 1894)
- Altica ericeti (Allard, 1859)
- Altica fruticola (Weise, 1888)
- Altica graeca Král, 1966
- Altica hampei (Allard, 1867)
- Altica helianthemi (Allard, 1859)
- Altica iberica (Weise, 1891)
- Altica impressicollis (Reiche, 1862)
- Altica inconspicua Král, 1966
- Altica jarmilae Král, 1979
- Altica longicollis (Allard, 1860)
- Altica lythri Aubé, 1843
- Altica oleracea (Linnaeus, 1758)
  - Altica oleracea breddini (Mohr, 1958)
  - Altica oleracea oleracea (Linnaeus, 1758)
- Altica opacifrons (Har. Lindberg, 1938)
- Altica palustris (Weise, 1888)
- Altica quercetorum Foudras, 1860
  - Altica quercetorum quercetorum Foudras, 1860
  - Altica quercetorum saliceti (Weise, 1888)
- Altica tamaricis Schrank, 1785
  - Altica tamaricis franzi Král, 1966
  - Altica tamaricis tamaricis Schrank, 1785

## Liste d'espèces
Selon Catalogue of Life (29 août 2014) :
- Altica aeneola
- Altica aeruginosa
- Altica ambiens
- Altica amoena
- Altica betulae
- Altica bimarginata
- Altica blanchardi
- Altica brisleyi
- Altica browni
- Altica californica
- Altica canadensis
- Altica carduorum
- Altica carinata
- Altica caurina
- Altica chalybea
- Altica convicta
- Altica corni
- Altica cuprascens
- Altica cupreola
- Altica elongatula
- Altica floridana
- Altica foliaceae
- Altica fuscoaenea
- Altica gloriosa
- Altica guatemalensis
- Altica heucherae
- Altica humboldtensis
- Altica ignita
- Altica inaerata
- Altica kalmiae
- Altica knabii
- Altica lazulina
- Altica liebecki
- Altica litigata
- Altica marevagans
- Altica nancyae
- Altica napensis
- Altica nigrina
- Altica obliterata
- Altica obolina
- Altica olivieriana
- Altica opulenta
- Altica oregonensis
- Altica ovulata
- Altica prasina
- Altica pretiosa
- Altica probata
- Altica purpurea
- Altica ribis
- Altica rosae
- Altica schwarzi
- Altica subcostata
- Altica subopaca
- Altica subplicata
- Altica suspecta
- Altica sylvia
- Altica testacea
- Altica texana
- Altica tincta
- Altica tombacina
- Altica torquata
- Altica ulmi
- Altica vaccinia
- Altica vialis
- Altica viatica
- Altica vicaria
- Altica vitiosa
- Altica woodsi

Selon ITIS (29 août 2014) :
- Altica aeneola J. L. LeConte, 1859
- Altica aeruginosa J. L. LeConte, 1859
- Altica ambiens J. L. LeConte, 1859
- Altica amoena Horn, 1889
- Altica betulae Schaeffer, 1924
- Altica bimarginata Say, 1824
- Altica blanchardi Fall, 1920
- Altica brisleyi Gentner, 1928
- Altica browni Mohamedsaid, 1984
- Altica californica (Mannerheim, 1843)
- Altica canadensis Gentner, 1926
- Altica carduorum (Guérin-Méneville, 1858)
- Altica carinata Germar, 1824
- Altica caurina Blake, 1936
- Altica chalybea Illiger, 1807
- Altica convicta Fall, 1910
- Altica corni Woods, 1918
- Altica cuprascens Blatchley, 1910
- Altica cupreola Fall, 1926
- Altica elongatula Csiki in Heikertinger & Csiki, 1939
- Altica floridana Horn, 1889
- Altica foliaceae J. L. LeConte, 1858
- Altica fuscoaenea (F. E. Melsheimer, 1847)
- Altica gloriosa Blatchley, 1921
- Altica guatemalensis Jacoby, 1884
- Altica heucherae Fall, 1920
- Altica humboldtensis Fall, 1922
- Altica ignita Illiger, 1807
- Altica inaerata J. L. LeConte, 1860
- Altica kalmiae (F. E. Melsheimer, 1847)
- Altica knabii Blatchley, 1910
- Altica lazulina J. L. LeConte, 1857
- Altica liebecki Schaeffer, 1924
- Altica litigata Fall, 1910
- Altica marevagans Horn, 1889
- Altica nancyae Stirret, 1933
- Altica napensis Blake, 1936
- Altica nigrina Csiki in Heikertinger & Csiki, 1939
- Altica obliterata J. L. LeConte, 1859
- Altica obolina J. L. LeConte, 1857
- Altica olivieriana Warchalowski, 2000
- Altica opulenta Horn, 1889
- Altica oregonensis Schaeffer, 1932
- Altica ovulata Fall, 1910
- Altica prasina J. L. LeConte, 1857
- Altica pretiosa Schaeffer, 1932
- Altica probata Fall, 1910
- Altica purpurea Fall, 1920
- Altica ribis Brown, 1946
- Altica rosae Woods, 1918
- Altica schwarzi Blatchley, 1914
- Altica subcostata LeSage, 1990
- Altica subopaca Schaeffer, 1932
- Altica subplicata J. L. LeConte, 1859
- Altica suspecta Fall, 1910
- Altica sylvia Malloch, 1919
- Altica testacea Fall, 1910
- Altica texana Schaeffer, 1906
- Altica tincta J. L. LeConte, 1859
- Altica tombacina Mannerheim, 1853
- Altica torquata J. L. LeConte, 1858
- Altica ulmi Woods, 1918
- Altica vaccinia Blatchley, 1916
- Altica vialis Fall, 1920
- Altica viatica Blatchley, 1921
- Altica vicaria Horn, 1889
- Altica vitiosa Blatchley, 1928
- Altica woodsi Isely, 1920

Selon NCBI (29 août 2014) :
- Altica aenescens
- Altica ampelophaga
- Altica birmanensis
- Altica brevicollis
- Altica caerulescens
- Altica carinata
- Altica carinthiaca
- Altica chalybea
- Altica cirsicola
- Altica corni
- Altica engstroemi
- Altica ericeti
- Altica fragariae
- Altica helianthemi
- Altica impressicollis
- Altica koreana
- Altica litigata
- Altica longicollis
- Altica lythri
- Altica oleracea
- Altica pagana
- Altica palustris
- Altica quercetorum
- Altica sanguisobae
- Altica tamaricis
- Altica tombacina
- Altica viridicyanea